# Zee Cine Awards
Los Zee Cine Awards (ZCA) son una ceremonia anual de entrega de premios para la industria cinematográfica hindi. Fueron instituidos en noviembre de 1997 para otorgar «Excelencia en el cine: la forma democrática».
Se celebraron por primera vez en Bombay hasta 2004, cuando la ZCA se internacionalizó y tuvo su ceremonia en Dubái, y en los años siguientes en Londres, Mauricio, Malasia y Londres nuevamente en 2008. No se celebró en 2009 y 2010, pero se reanudó en 2011, que se celebró en Singapur en 2012, se celebró en el Cotai Arena en Macao.
La edición de 2018 se llevó a cabo en MMRDA Grounds, Bombay. Tampoco se llevó a cabo en 2021 y 2022 debido a la pandemia de COVID-19.

## Premios
Elección del espectador
- Mejor película
- Mejor actor
- Mejor actriz
- Canción del año

Elección del jurado
- Mejor película
- Mejor director
- Mejor actor
- Mejor actriz
- Mejor actor de reparto
- Mejor actriz de reparto
- Mejor villano
- Mejor comediante
- Director más prometedor
- Mejor debut masculino
- Mejor debut femenino
- Mejor cantante de playback masculino
- Mejor cantante de playback femenino
- Mejor director musical
- Mejor letrista
- Premio a la trayectoria
- Cara del año

Premios técnicos
- Mejor música de fondo
- Mejor diálogo
- Mejor historia
- Mejor guion
- Mejor fotografía
- Mejor edición
- Mejor película de acción
- Mejor dirección de arte
- Mejor audiografía
- Mejor coreografía
- Mejor diseño de vestuario
- Mejor procesamiento
- Mejor publicidad
- Mejor producción de canciones
- Mejores efectos visuales